# Дом-музей Садриддина Айни (Самарканд)
Дом-музей Садриддина Айни —  находится в городе Самарканд, Узбекистан. Посвящён жизни и творчеству известного таджикского и узбекского писателя, переводчика и литературоведа Садриддина Айни. В этом доме, Айни жил с 1917 года, вплоть до начала 50-х годов прошлого века. Дом-музей функционирует по сей день. Музей работает с 9:00 до 20:00 каждый день.

Бюст Садриддина Айни во дворе дома-музея

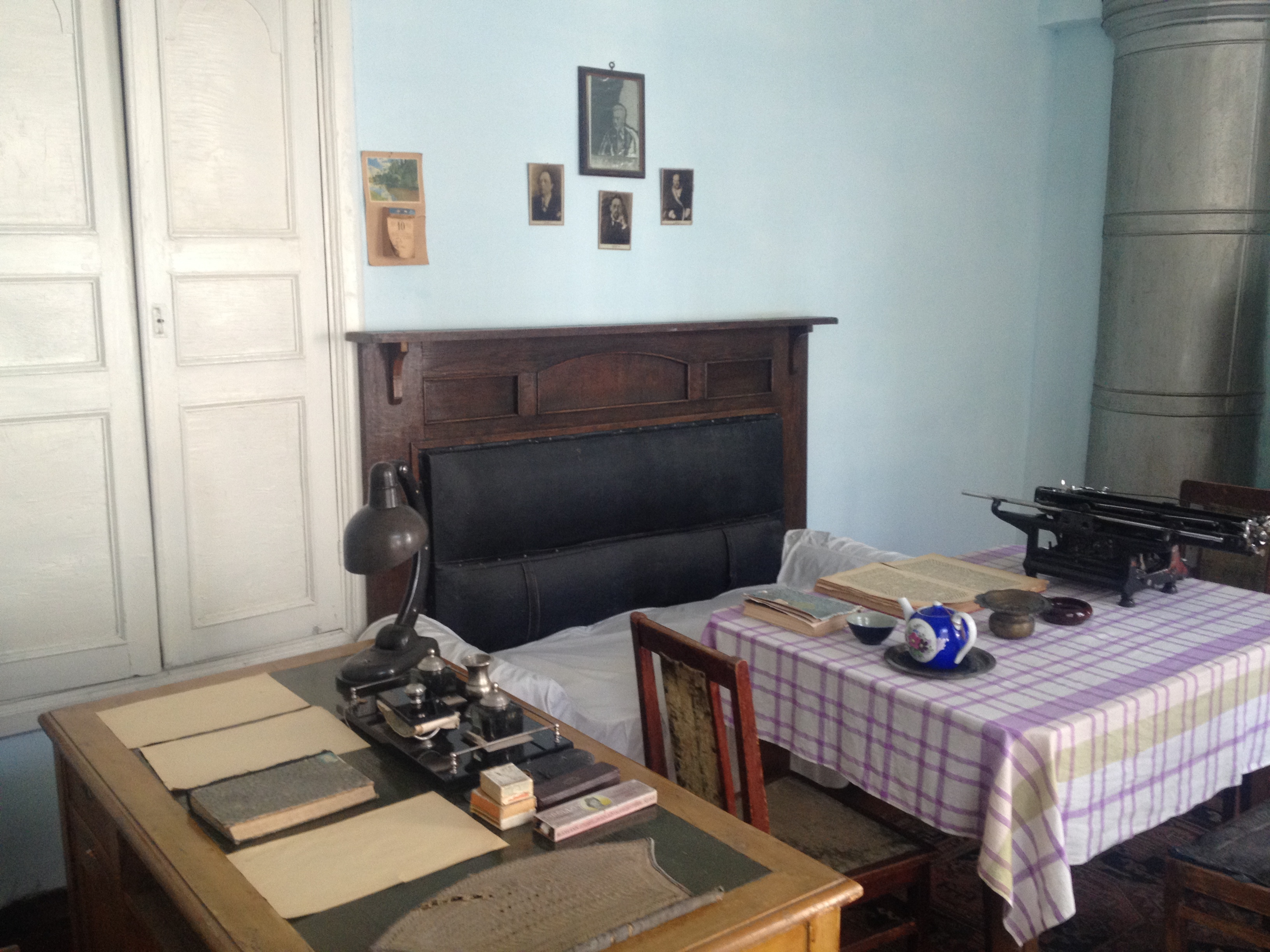
Кабинет писателя

Бывший дом Садриддина Айни расположен в центре старого города, на улице Регистан, недалеко от площади и ансамбля Регистан и мавзолея Гур-Эмир. За дорогой, напротив дома находится сквер "Аллея поэтов" и средняя школа №2 имени Мирзо Улугбека. В этом доме, Садриддин Айни поселился в 1917 году, когда он скрывался от гонений со стороны Эмира Бухары Сейид Алим-хана. В общей сложности, Айни жил в этом доме почти 35 лет, вплоть до начала 50-х годов. Дом делится на две части, первая часть была построена в конце XVIII-начала XIX веков, а вторая часть построена в 1930-е годы самим Айни и его друзьями.
В 1967 году по инициативе руководителя Узбекистана Шарафа Рашидова был открыт дом-музей Айни.
В доме-музее сохранились жилые комнаты и два рабочих кабинета Садриддина Айни. Именно в этом доме он написал свои произведения, такие как: «Одина», «Эски мактаб», «Куллар», «Ятим», «Восстание Муканны» и другие произведения которые принесли ему известность среди таджикских и узбекских писателей и литераторов. В доме-музее можно посмотреть вещи, мебель и предметы досоветской и советской эпохи, личные вещи писателя, его рабочий стол. В углу одной комнаты который называется «Накшинкор» (узорчатый, разрисованный), находится сандал у которого он грелся зимой. А в соседней комнате отдыха он принимал гостей, такие как Гафур Гулям, Абдурауф Фитрат, Хамза Хакимзаде Ниязи, Абдулло Гани, Миртемир, Усман Насыр, Хамид Алимджан и другие известные поэты и писатели которые иногда приезжали к Айни с ночевкой. Во дворе дома растут посаженные самим Айни деревья, среди них: две яблони (любимый фрукт писателя), персиковое дерево и виноград.
Также, в доме находится экспозиция его произведений, книги писателя которые были изданы во многих языках, газеты и журналы того периода и его подлинные рукописи. В экспозиции пятнадцать томов книг на таджикском языке, восемь томов книг на узбекском языке, шесть томов на русском языке, а также несколько томов на персидском и других языках. Внутри двора дома, установлен бюст Садриддина Айни который долгое время находился на улице, около дома Айни. Также, в этом доме-музее проходят культурные мероприятия и творческие встречи.